# Wtórouste
Wtórouste, wtórnogębowce  (Deuterostomia) – klad zwierząt dwubocznie symetrycznych, u których w rozwoju embrionalnym z pragęby powstaje otwór odbytowy. Wtórouste są przeciwstawiane pierwoustym (Protostomia). Podział zwierząt zaliczanych do Bilateria na pierwouste i wtórouste wprowadził Karl Grobben w 1908 roku. 
Pragęba wtóroustych przejmuje funkcje odbytu lub zanika, a na jej miejscu wtórnie formuje się odbyt. Na brzusznej stronie zarodka wtórnie powstaje otwór gębowy. Główny pień nerwowy ma postać cewki i położony jest na stronie grzbietowej. Bruzdkowanie całkowite.
W tradycyjnej klasyfikacji opartej na hipotezie jam ciała wtórouste stawiane były w randze nadtypu, do którego zaliczano:
- szkarłupnie (Echinodermata)
- szczecioszczękie (Chaetognatha)
- półstrunowce (Hemichordata)
- strunowce (Chordata)

oraz rurkoczułkowce (określane nazwą Pogonophora).
Badania genetyczne wyłączyły z tej grupy szczecioszczękie i rurkoczułkowce (jako zwierzęta pierwouste) i jednocześnie ujawniły pokrewieństwa Xenoturbellida z półstrunowcami i szkarłupniami. 
Obecnie do Deuterostomia zaliczane są:
- szkarłupnie (Echinodermata)
- półstrunowce (Hemichordata)
- strunowce (Chordata)
- Xenoturbellida

Szkarłupnie i półstrunowce łączone są w kladzie Ambulacraria.
Czasem do wtóroustych zaliczana jest również wymarła kambryjska gromada Vetulicolia.